# 酒瓶神社
酒瓶神社（さかべじんじゃ）は、静岡県静岡市清水区にある神社。旧駿河国「五宮」の内の五之宮。
五宮とは延喜式神名帳に記述がある富士浅間神社（一之宮）、豊積神社（ニ之宮）、御穂神社（三之宮）、伊河麻神社（四之宮）、酒瓶神社（五之宮）のこと。十二代景行天皇時代に官幣を奉ったとされる。江戸時代には小島藩の守護社となる。
社域に天神社も奉っており、地域では酒瓶神社のことを天神社とも呼んでいる。

## 祭神
- 大酒解命（大山祇命）
- 小酒解命（木花咲耶姫命）

## 歴史

### 創建
不明。小島の産土神として祀られている古社。

### 概史
- 十二代景行天皇時代に官幣を奉ったとされる[1]
- 永禄の頃、戦乱にて社殿が炎上。社は高領頂上にあったがその際、宇元天神へ遷す[2]。
- 宝暦元年（1751年）、小島藩主・松平信孝が社殿を現在の宇雄島に造営して社領三石を寄進し、小島藩の守護社となる[4][2]。
- 文政9年（1826年）、小島藩主・松平信友が本殿拝殿を改修[5]。
- 明治8年（1875年）2月に郷社に列する[5]。
- 明治9年（1876年）、元字雄島を宇大久保と改めた[2]。
- 明治40年（1907年）6月21日、神饌幣帛料供進社に指定された[2]。
- 大正4年（1915年）4月、炎上[2]。
- 大正5年（1916年）10月18日、改築[2]。

## 境内
- 社域の相殿に天神社（祭神：菅原道真）
- 他に境内社4社[3]（神明社、津島神社、金山神社、稲荷神社）[6]

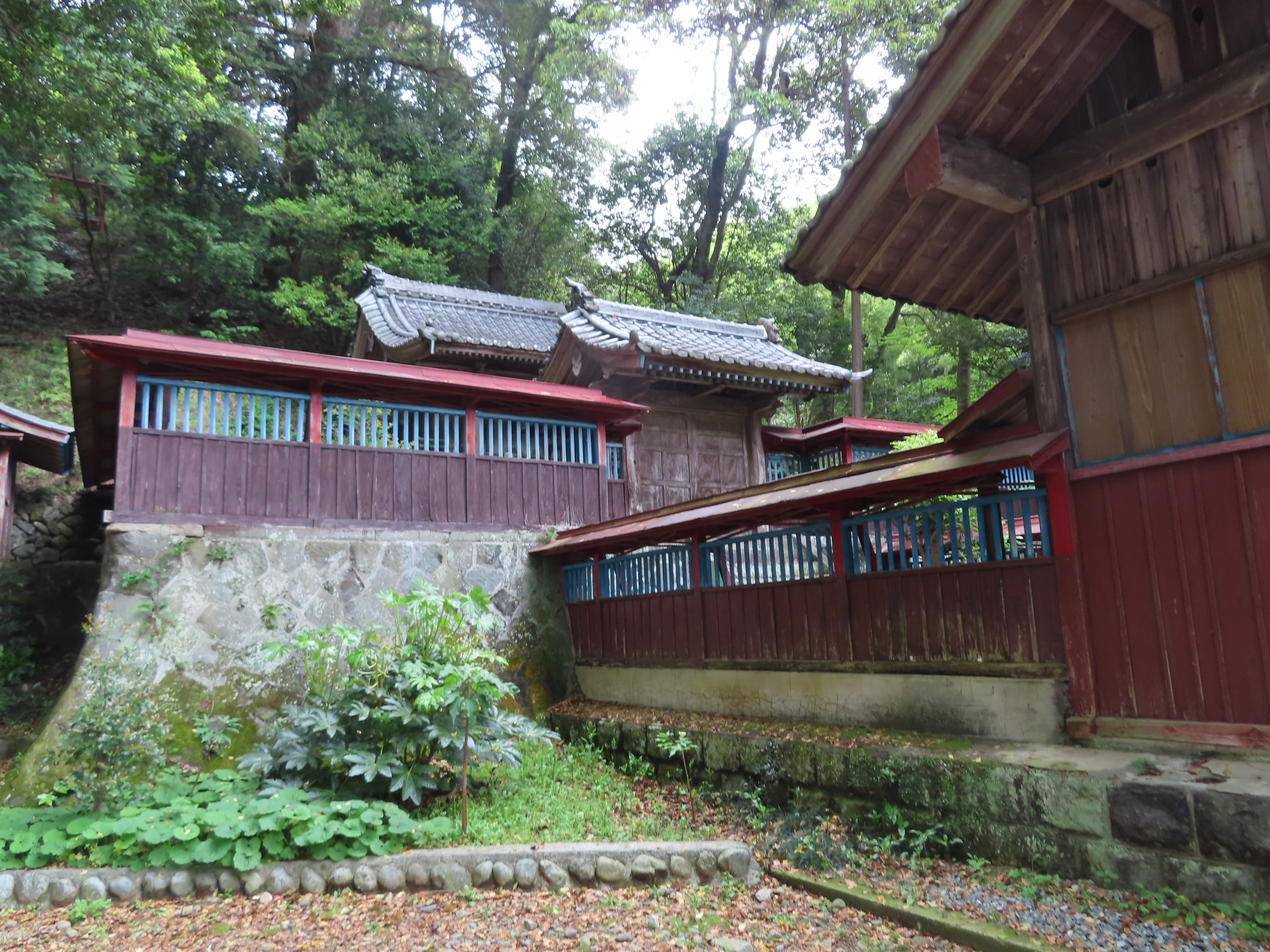
本殿
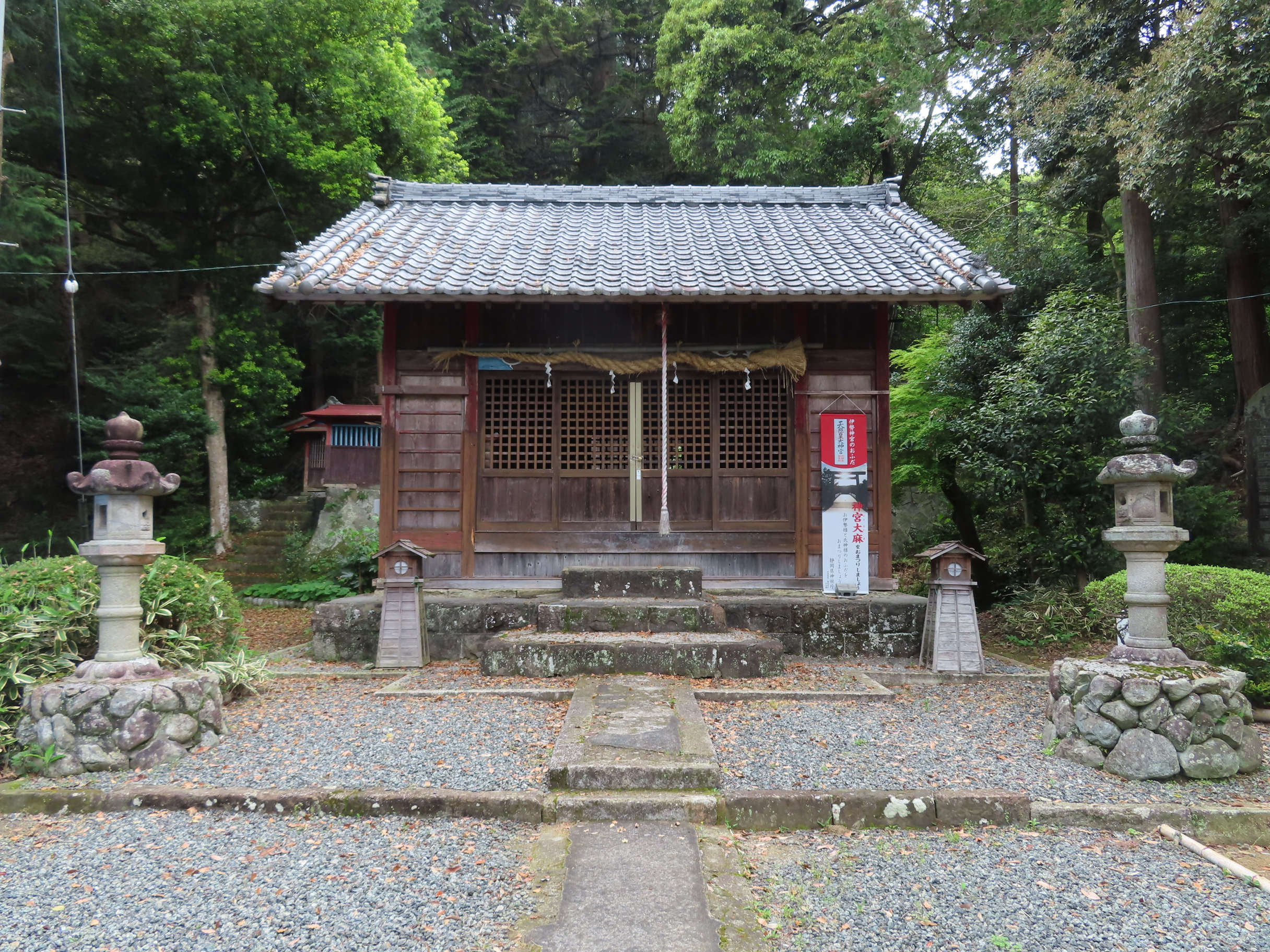
拝殿
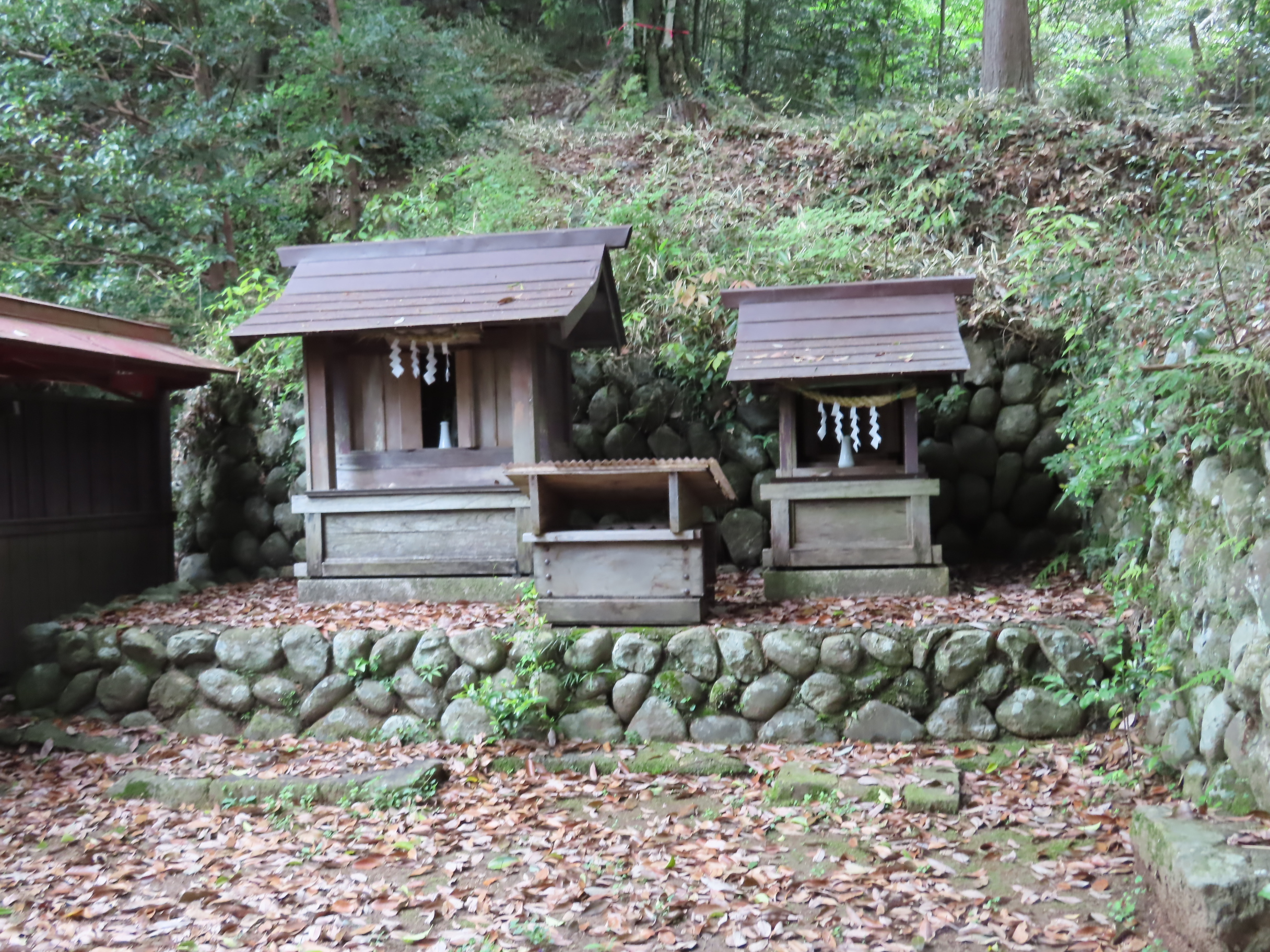
神明社と金山神社
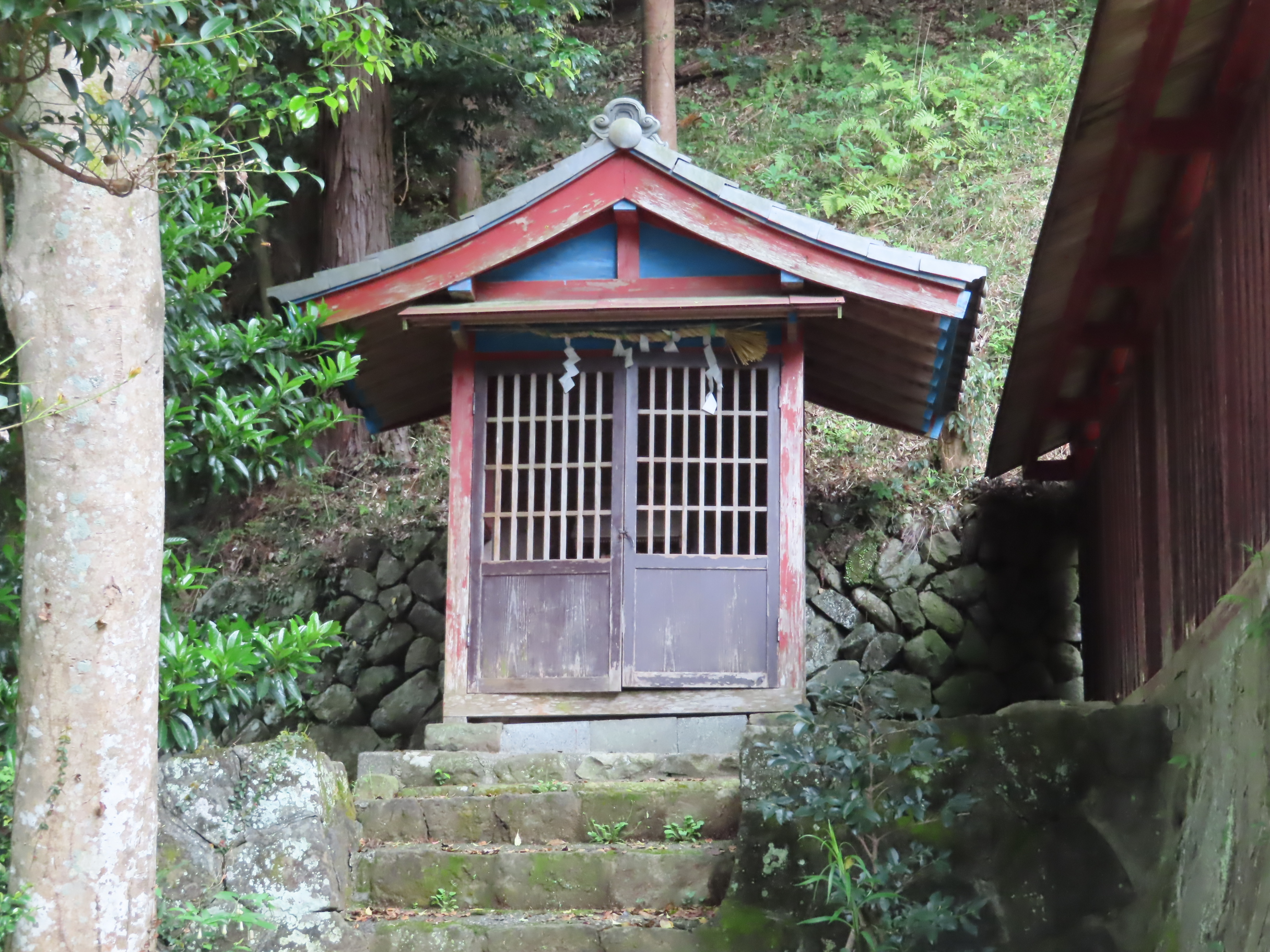
津島神社

## 祭事
例祭
- 1月25日[2]
- 10月17日[2]

小島藩主・松平丹後守信友矢玉除の行事があり、矢玉除の錦守札が有名。
酒瓶神社内の石碑に「祭日・例祭」として下記の日付が記載されている
- 祭 10月18日
- 春祭 2月25日
- 大祓 7月30日
- 秋祭 11月25日

## 文化財
境内に小島藩主寄贈の石鳥居、石段、扁額など。